# Милутин Радовановић
Милутин Радовановић (Табановић, 15. март 1900.—Виндхук, 20. април 1968) био је српски природњак, зоолог, херпетолог, академик, универзитетски професор, аутор више књига, универзитетских уџбеника и приручника, као и популаризатор науке.

## Биографија
Рођен је 15. марта 1900. у селу Табановићу код Шапца, где је завршио основну школу, а гимназију у Шапцу. Студирао је на Тирингијском државном Универзитету у Јени (Немачка) и на Филозофском факлултету Универзитета у Инзбруку (Аустрија). Докторирао је 1929. године у Јени. По завршеним студијама, најпре је радио као гимназијски професор у Србији и Црној Гори. Затим је радио на Зоолошком институту Филозофског факултета Универзитета Краља Александра I у Љубљани, Земаљском музеју Босне и Херцеговине у Сарајеву. На инсистирање Боривоја Дробњаковића, постављен је на место руководиоца Зоолошког одељења Музеја српске земље у Београду 1938, а 1941. године је постао ванредни професор на Пољопривредно-шумарском факултету Београдског универзитета у Сарајеву. Две године касније постао је доцент на Катедри зоологије Филозофског факултета Универзитета у Београду.
После Другог светског рата, постао је ванредни професор на Пољопривредно-шумарском факултету у Београду. Године 1947. изабран је за ванредног професора на Катедри зоологије Филозофског факултета. Почасни члана Академије за зоологију у Агри у Индији постао је 1954. године. Од 1956. је био редовни професор у Зоолошком заводу Природно-математичког факултета у Београду На предлог Природно-математичког одељења, за дописног члана изабран је 1958, а десет година касније (1968) и за редовног члана САНУ, на одељењу за природно-математичке науке.
У недостатку наставника држао је наставу и на више других факултета и универзитета у Југославији (Пољопривредни факултет у Београду, Филозофски факултет у Скопљу, Природно-математички факултет у Приштини, Природно-математичком факултету у Новом Саду). По позиву, као гостујући професор је радио на многим универзитетима у СР Немачкој и активно сарађивао са више научних и стручних институција у земљи и свету, а као истраживач природе, учествовао је у истраживачким експедицијама широм света. Био је председник и члана Управе Српског биолошког друштва, а такође и један од оснивача и почасни члан Друштва за заштиту биља НР Србије (1958).
Погинуо је у авионској несрећи 20. априла 1968. године у Намибији, заједно са члановима немачког зоолошког друштва, током научно-истраживачке експедиције. Његови посмртни остаци сахрањени су три месеца касније на Новом гробљу у Београду.

## Достигнућа
Био је светски реномирани стручњак у области еволуционе биологије, филогеније, систематике, зоогеографије, фаунистике и упоредне морфологије водоземаца, гмизаваца и водених мољаца. Описао је десетине таксона, од којих су неки названи по њему (лат. Podarcis siculus radovanovici )
Милутин Радовановић је посебну пажњу посветио херпетофауни Балкана, феноменима живог света као што су неотенија, острвске специјације, еволуција отровног апарата и скелет главе змија. Његова дела и данас су присутна у савременој научној литератури. Американац Крејг Адлер га је уврстио у историју светске херпетологије.
Српско херпетолошко друштво „Милутин Радовановић“ основано је 2007. године.
Једна улица у Шапцу носи име „Академика Радовановића“.

## Објављена дела
Објавио је 47 стручних и научних радова, од којих је 27 штампано у инсостранству (Немачка, Аустрија, Енглеска и Францускоа), 6 књига, 2 брошуре и велики број популарно-научних чланака. Његови научни радови, као и докторска дисертација и данас се често цитирају од стране многих научника у свету.
- Дарвин и дарвинизам (1934)[6]
- Историја развитка животињског света и човека (1941)[6]
- Предавања из зоологије, уџбеник намењен првој послератној генерацији студената Пољопривредног факултета 1945—1946 године, које у другом издању носи наслов Основи зоологије (1948)[10]
- Змије Балканског полуострва (заједно са Кирилом Мартином, 1950)[6]
- Водоземци и гмизавци наше земље (1951)[6]
- Зоологија са основама еволуционизма (1955)[6]
- Природа и човек (1957)[6]
- Зоологија (две књиге, 1965)[6]